# Узбекистан на Зимским олимпијским играма 2006.
Узбекистану је ово четврто учествовање на Зимским олимпијским играма. У Торину на Олимпијским играма 2006. учествовао је са четворо такмичара (2 мушкарца и 2 жене) који су се такмичили у два спорта алпском скијању и уметничкоом клизању.
Узбекистан је остао у групи земаља које нису освојиле ниједну медаљу на овим играма.
Заставу Узбекистана на свечаном отварању Олимпијских игара 2006. носио је алпски скијаш Кајрат Ерметов.

## Учесници по спортовима
| Спорт             | Мушкарци | Жене | Укупно |
| ----------------- | -------- | ---- | ------ |
| Алпско скијање    | 1        | 0    | 1      |
| Уметничко клизање | 1        | 2    | 3      |
| Укупно (2)        | 2        | 2    | 4      |

## Алпско скијање
Једини представник Узбекистана у алпском скијању Карјат Ерметов заузео је 47. претпоследње место од скијаша који су завршили трку.

### Мушкараци
| Дисциплина     | Такмичар | Резултати | Резултати | Резултати | Резултати | Резултати    |
| Дисциплина     | Такмичар | 1. вожња  | 2. вожња  | Укупно    | Заостатак | Пласман      |
| -------------- | -------- | --------- | --------- | --------- | --------- | ------------ |
| Карјат Ерметов | Слалом   | 1:13,19   | 1:07,69   | 2:20,88   | + 37,74   | 46 / 47 (97) |

## Уметничко клизање
Клизачки пар Марина Аганова
 Артем Књазев били су најбоље пласирани Узбекистански спортисти у Торину.
| Клизач/ица                  | Дисциплина  | Кратки програм | Кратки програм | Слободни састав   | Слободни састав   | Укупно            | Укупно       |
| Клизач/ица                  | Дисциплина  | Оцене          | Пласман        | Оцене             | Пласман           | Оцене             | Пласман      |
| --------------------------- | ----------- | -------------- | -------------- | ----------------- | ----------------- | ----------------- | ------------ |
| Анастасија Гимазетдинова    | појединачно | 38,44          | 29             | Није се пласирала | Није се пласирала | Није се пласирала | 29 / 29 (29) |
| Марина Аганова Артем Књазев | парови      | 44,02          | 15             | 75,53             | 17                | 119,55            | 16 / 19 (20) |